# Zenana

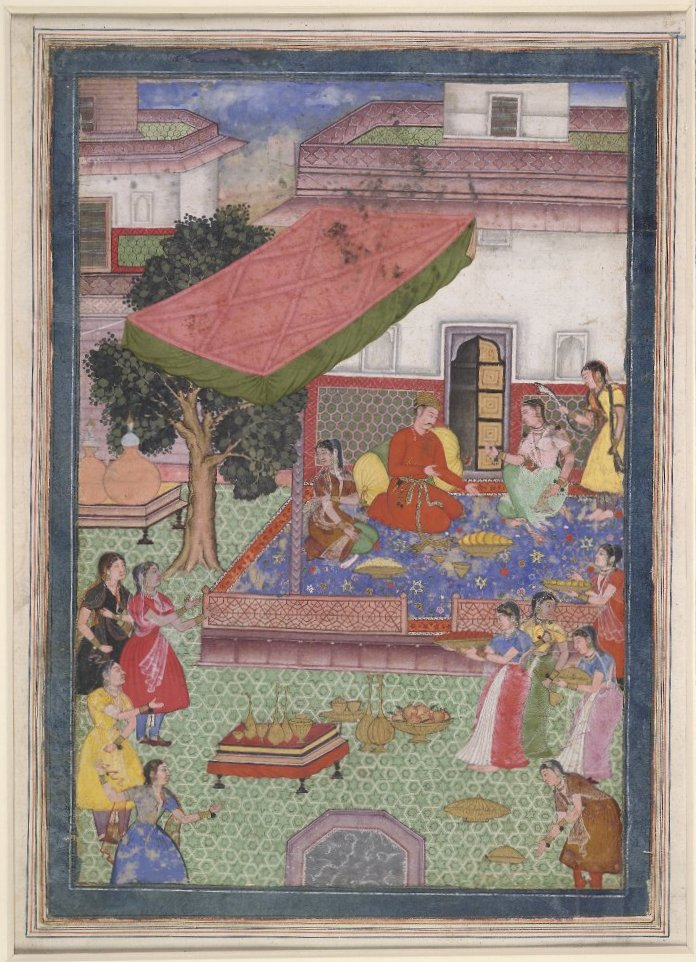
Noble visitando los alojamientos de mujeres o zenana.

El zenana o zanana (en persa, de las mujeres) hace referencia a la parte de la casa reservada para las mujeres y su séquito en países como la India o Pakistán; por extensión, se usa para referirse a un grupo de mujeres o una habitación donde se reúnen aunque no sea en estos países. Es una costumbre islámica que se introdujo en el norte de la India a partir del siglo XII con los invasores musulmanes, donde se extendió entre las clases altas. 
Las misiones zenana se refieren a aquellas dirigidas a las mujeres en sus hogares. Se establecieron a mediados del siglo XIX para enviar misioneras cristianas evangélicas con la misión de convertirlas porque el sistema del purdah impedía a las mujeres acomodadas, tanto musulmanas como hindúes, salir de la zenana y a ningún hombre que no fuera el señor de la casa y parientes cercanos, entrar. Además del trabajo misionero, servían como enfermeras y maestras atendiendo a las mujeres en tales temas. La primera fue la Sociedad Misionera Bautista en 1854.
Además de las visitas a domicilio y a hospitales, a partir de 1880 las misiones zenana ampliaron su trabajo con la apertura de escuelas para la escolarización de las niñas, incluyendo su evangelización, y la fundación de hospitales propios donde contrataban enfermeras y mujeres médicos, tanto persuadiendo a europeas a venir a la India como alentando a las indias a estudiar Medicina, lo que también contribuyó a disminuir la desconfianza hacia la medicina colonial en el subcontinente.
Diversas iglesias protestantes imitaron el sistema y en 1884 empezó a realizarse también en la China de los Qing.